# 布拉戈達特涅 (博布里涅茨區)
48°6′58″N 31°55′0″E / 48.11611°N 31.91667°E
布拉戈達特涅（烏克蘭語：Благодатне），是烏克蘭中部的村莊，隸屬基洛夫格勒州的克羅皮夫尼茨基區。該村面積1.13平方公里，2001年人口712，人口密度每平方公里632.9人。